# Barrage de Manwan
Le barrage de Manwan est un barrage hydroélectrique sur le Mékong en Chine.